# آلمیر هورتیچ
آلمیر هورتیچ (انگلیسی: Almir Hurtić؛ زادهٔ ۲۸ سپتامبر ۱۹۷۱) بازیکن فوتبال اهل بوسنی و هرزگوین است.
از باشگاه‌هایی که در آن بازی کرده‌است می‌توان به باشگاه فوتبال سارایوو اشاره کرد.